# Обелиск 16
Обелиск 16 — студийный альбом петербургской группы Krec, вышедший весной 2017 года. В альбоме присутствуют 16 песен.
Большинство композиций были презентованы ещё в 2016 году в виде синглов, но в альбом вошли и ранее не изданные песни.

## Список композиций
1. Стреляй
2. Всё, о чём мы молчим
3. Обелиск
4. Не умирай
5. Со мной
6. Меседж
7. Цель
8. Равновесие
9. Пепел
10. В толпе
11. Так нельзя
12. Неизбежно
13. Танго
14. Эфир
15. На полках
16. Как в последний раз